# Хвадагіані Вахтанг Абессаломович
Вахтанг Хвадагіані (груз. ვახტანგ ხვადაგიანი; нар. 4 квітня 1972, Тбілісі, Грузинська РСР) — радянський та грузинський футболіст, захисник та півзахисник.

## Клубна кар'єра
Вахтанг Хвадагіані народився 4 квітня 1972 року в Тбілісі. Вихованець місцевої футбольної школи при Міністерстві спорту. Дорослу футбольну кар'єру розпочинав у клубах «Колхеті» (Поті), «Зооветі» (Зестафоні) та «Динамо» (Тбілісі). З 1988 по 1994 роки виступав у складі тбіліських клубів «Шевардені», «Динамо», «Крцані» та «Імеді».
У 1994 році виїхав до України, де підписав контракт з вищоліговим рівненським «Вересом». У складі рівненського клубу дебютував 4 березня 1995 року в програному (0:1) виїзному поєдинку 18-го туру проти «Миколаєва». Вахтанг вийшов на поле в стартовому складі та відіграв увесь матч. У складі «Вереса» зіграв 11 матчів, після чого залишив розташування клубу.
З 1995 по 2001 роки виступав у складі грузинських клубів «Самтредія» та «Торпедо» (Кутаїсі). У складі кутаїського клубу зіграв 6 матчів (1 гол) у єврокубках. У 2001 році виїхав до Росії, де підписав контракт з саратовським «Соколом», але в головній команді саратовців не зіграв жодного офіційного матчу, виступаючи лише за дублерів. Тому того ж року повернувся в кутаїське «Торпедо», де знову став ключовим гравцем, регулярно граючи як у національних змаганнях так і в єврокубках. У 2004 році залишив Грузію та перейшов до грецького клубу ПАС Яніна, проте закріпитися в ньому не зміг й зігравши лише в 3 матчах чемпіонату повернувся на батьківщину. З 2004 по 2008 роки виступав у складі клубу «Амері» (Тбілісі). У 2008 році завершив кар'єру футболіста.

## Кар'єра в збірній
Залучався до збірної Грузії. Єдиний матч у футболці національної збірної зіграв 10 лютого 1992 року проти Мальти, цей товариський поєдинок завершився виїзною перемогою грузинів з рахунком 3:1. Хвадагіані вийшов на поле на 78-ій хвилині, замінивши Левана Сілагадзе.

## Титули і досягнення
- Чемпіон Грузії (3):

«Торпедо» (Кутаїсі): 1999–2000, 2000-01, 2001-02
- Володар Кубка Грузії (4):

«Торпедо» (Кутаїсі): 1998-99, 2000-01
«Амері» (Тбілісі): 2005-06, 2006-07
- Володар Суперкубка Грузії (2):

«Амері» (Тбілісі): 2006, 2007